# Een Midzomernachtdroom

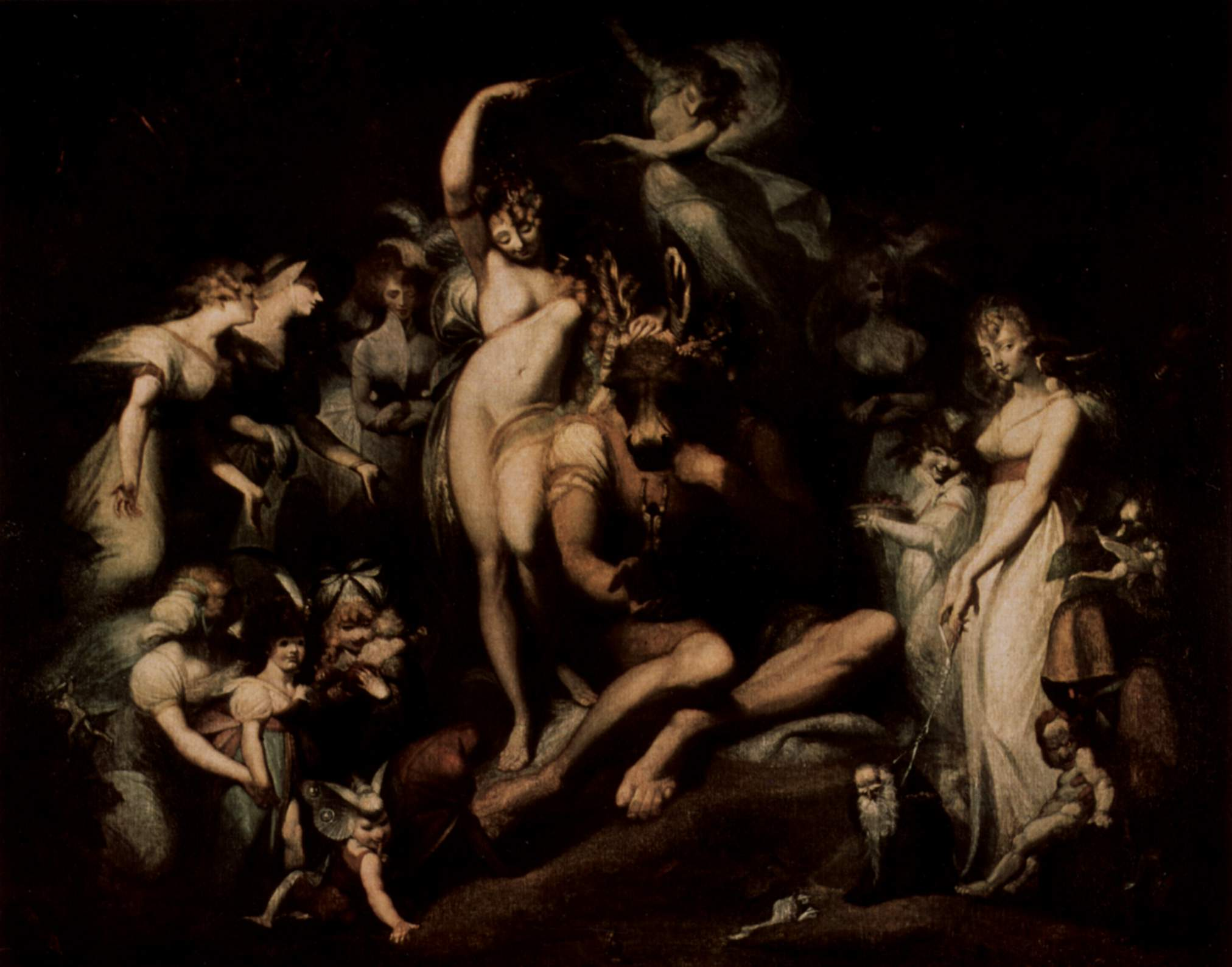
Fragment uit het toneelstuk binnen A Midsummer Night's Dream door Johann Heinrich Füssli

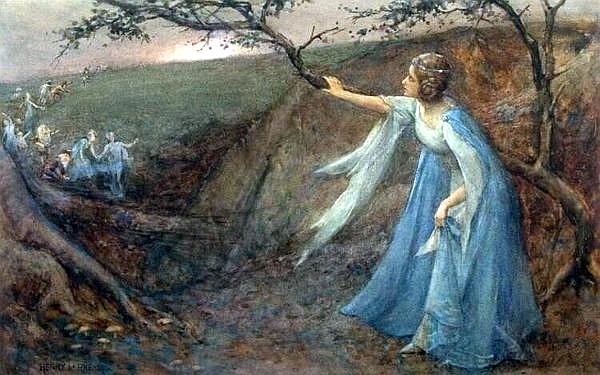
Titania door Henry Meynell Rheam

Een Midzomernachtdroom (A Midsummer Night's Dream) is een romantische komedie van William Shakespeare, waarvan de eerste druk verscheen in een quarto-editie in 1600. Het is het enige stuk, naast The Tempest, dat Shakespeare niet baseerde op een ouder toneelstuk of verhaal.
Het stuk beschrijft de avonturen van vier jonge geliefden en een groep amateuracteurs in een bos dat verlicht is door de maan. Het verhaal vertelt de manier waarop de vier geliefden en de acteurs met elkaar omgaan, alsook met de feeën die het bos bewonen. Het stuk is de basis voor veel opera's, films, muziekstukken en andere toneelstukken.

## Datering
Het is niet exact bekend wanneer het is geschreven en voor het eerst vertolkt werd. De eerste die het stuk vermeldde, was Francis Meres, in zijn Palladis Tamia uit 1598. Op grond van stilistisch onderzoek denken specialisten dat Shakespeare deze komedie reeds schreef in 1594 of 1595, net voor of juist na Romeo en Julia. In het verleden is vaak door Shakespeareonderzoekers beweerd dat het stuk geschreven zou zijn in opdracht van een aristocratische familie voor een huwelijk, maar er is geen enkel bewijs gevonden voor deze speculatie. De titelpagina van de First Quarto uit 1600 vermeldt wel dat het stuk verschillende keren ("sundry times") in Londen werd opgevoerd door de Lord Chamberlain's Men.

## Mogelijke bronnen
Er bestaat geen bekende bron voor het toneelstuk, hoewel bepaalde fragmenten teruggevoerd kunnen worden tot de klassieke literatuur. Bijvoorbeeld het verhaal van Pyramus en Thisbe, verteld in Ovidius' Metamorfosen, en de transformatie van Nick Bottoms hoofd, die uit De Gouden Ezel van Apuleius komt. Shakespeare moet beide werken hebben bestudeerd. Daarbij komt nog dat Shakespeare ook aan Romeo en Julia werkte, terwijl hij Een midzomernachtsdroom schreef. Het is mogelijk dat hij Pyramus en Thisbe als een komische herschrijving gebruikte voor het tragische stuk. Hippolyta en haar echtgenoot Theseus komen ook voor in The Knight's Tale van Geoffrey Chaucers Canterbury Tales. Er is een overeenkomst tussen Romeo en Julia en Pyramus en Thisbe: de jongeman pleegt zelfmoord omdat hij denkt zijn geliefde dood is, waarna het meisje hetzelfde doet.

## Receptie
Samuel Pepys citeerde Hippolyta in 1662 nadat hij het stuk had gezien: "This is the silliest stuff that ever I heard". (Dit is het onnozelste dat ik ooit heb gehoord.) Zijn invloedrijke visie dat het een oppervlakkig en geestloos (insipid) komedietje was met een hoop gedoe en muziek rond maneschijn werd pas in de 20e eeuw bijgestuurd. Nu wordt het stuk eerder als een complex en veeleisend kunstwerk erkend.

## Personages
- Hermia: dochter van Egeus, verliefd op Lysander
- Egeus: vader van Hermia
- Lysander: verliefd op Hermia
- Demetrius: aanvankelijk verliefd op Hermia
- Helena: verliefd op Demetrius
- Theseus: hertog van Athene
- Hippolyta: Koningin van de Amazonen
- Philostrate: hoofd van het feestcomité

Feeën
- Oberon: Koning van de feeën
- Titania: Koningin van de feeën
- Puck of Robin Goodfellow, een hobgoblin
- Dienaars van Titania:
  - Peaseblossom (Lathyrus)
  - Cobweb (Spinnenweb)
  - Mustardseed (Mosterdzaadje)
  - Moth (Nachtvlinder)

Clowns (of acteurs)
- Nick Bottom de wever als Pyramus
- Peter Quince de timmerman
- Francis Flute de balgenmaker als Thisbe
- Robin Starveling de kleermaker als Maneschijn
- Tom Snout de smid als de Muur
- Snug de houtsnijder als de Leeuw

## Synopsis

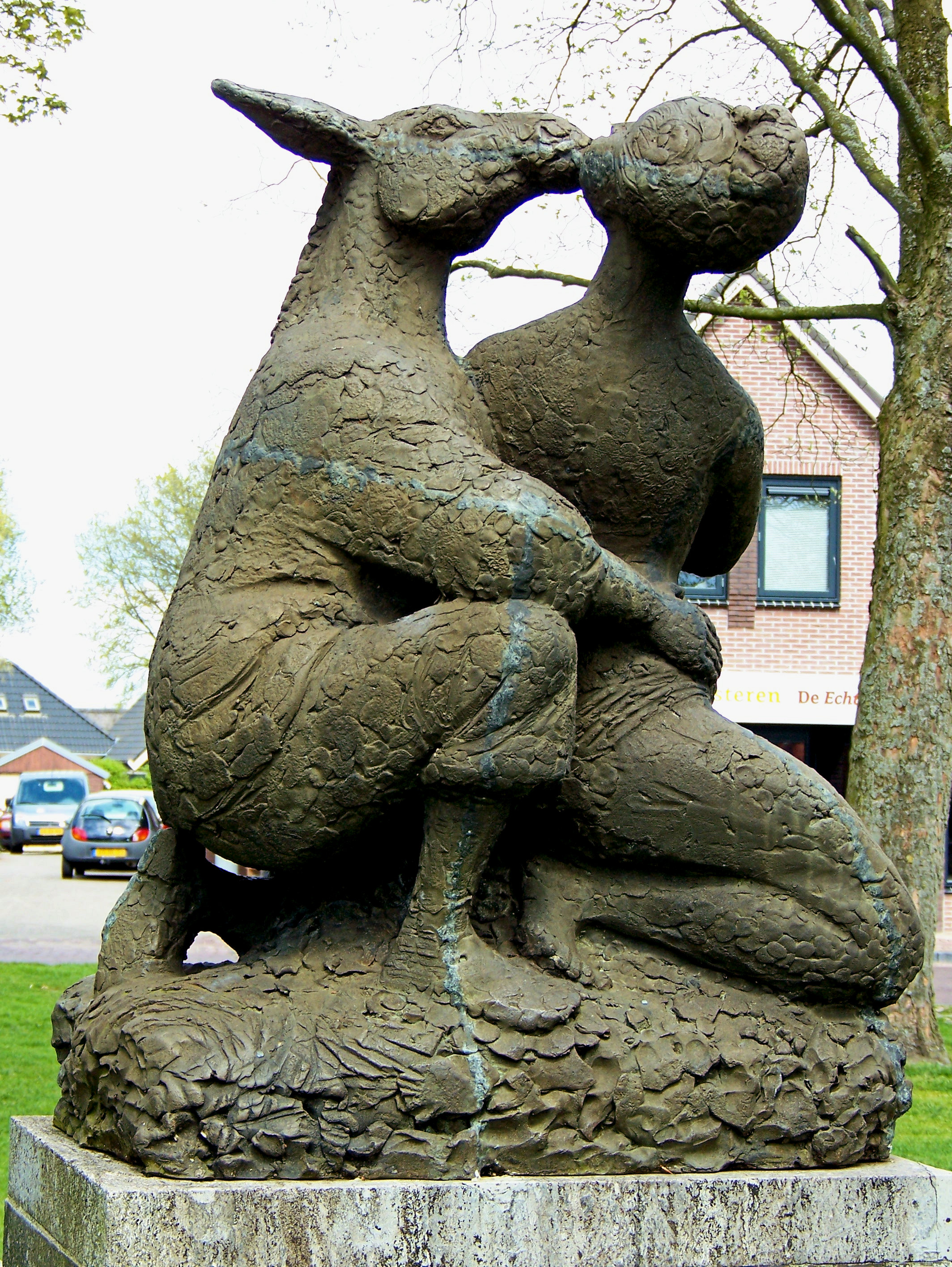
Scène uit Midzomernachtsdroom
(beeld van Arie Teeuwisse)

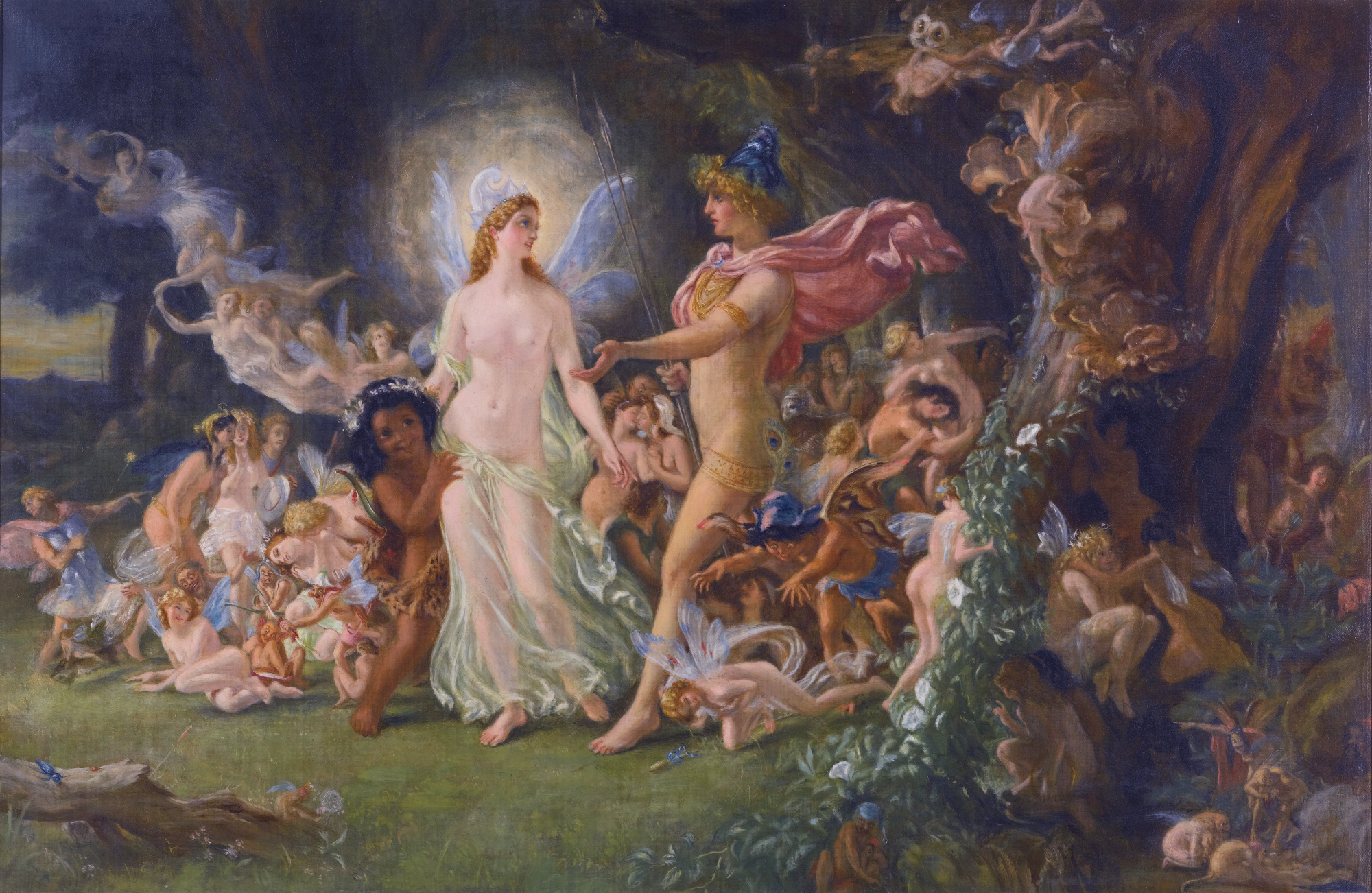
Oberon en Titania door Joseph Noel Paton

Het verhaal kent drie verschillende verhaallijnen, die aan elkaar verbonden worden door de bruiloft van hertog Theseus met Hippolyta, de koningin van de Amazonen.
In de beginscène zien we Hermia in een discussie met haar vader Egeus; haar vader wil dat ze huwt met zijn favoriete kandidaat Demetrius, maar Hermia weigert. Als reactie citeert Egeus een oude Atheense wet, die stelt dat de dochter verplicht is de vrijer te huwen die de vader kiest. Als ze weigert kan ze de doodstraf krijgen of veroordeeld worden tot levenslange kuisheid, waarbij ze als een non de godin Diana dient te aanbidden. Hermia en haar geliefde Lysander besluiten daarop 's nachts te vluchten door het bos. Hermia vertelt haar beste vriendin Helena over haar plannen, maar Helena is onlangs afgewezen door Demetrius en is daarvan aan het herstellen en vat het plan op om Demetrius voor zich te winnen door aan hem Hermia's plannen te verraden. Demetrius gaat achter Hermia aan, gevolgd door Helena.
Ondertussen arriveert het echtpaar Oberon en Titania, koning en koningin van de feeën, in hetzelfde bos, om de bruiloft van Theseus en Hippolyta bij te wonen. Oberon en Titania zijn van elkaar vervreemd: Oberon wil dat Titania haar knecht aan hem afstaat als schildknaap omdat de moeder van de jongen een van de aanbidsters was van Titania, maar Titania weigert. Oberon wil Titania straffen voor haar ongehoorzaamheid. Hij rekruteert de fee Puck om hem te helpen een magisch bloemensap te verkrijgen dat ervoor zorgt dat het slachtoffer verliefd wordt op het eerste levende wezen dat het ziet, wanneer het wakker wordt. Oberon gebruikt het sap op Titania, zodat ze afgeleid wordt en hij haar kan dwingen de knaap af te staan.
De zaken worden nog complexer wanneer Oberon kennismaakt met Demetrius en Helena. Hij geeft Puck de opdracht om het sap ook te gebruiken op Demetrius, om Helena te helpen zijn liefde te winnen. Puck besprenkelt echter per ongeluk Lysander, waardoor deze op slag verliefd wordt op de aanstormende Helena. Lysander verklaart Helena zijn liefde. Zij denkt dat het een grap is en vlucht. Lysander gaat haar achterna en laat Hermia alleen achter. Als Hermia wakker wordt, gaat zij op zoek naar haar geliefde, maar komt in plaats daarvan Demetrius tegen. Zij beschuldigt Demetrius ervan Lysander vermoord te hebben, maar deze ontkent. Daarop dwaalt Hermia verder en gaat Demetrius slapen. Inmiddels is koning Oberon achter Pucks vergissing gekomen; hij draagt Puck op Helena te halen en besprenkelt Demetrius met het sap. Helena komt (met Lysander achter zich aan) en Demetrius wordt wakker. Helena heeft nu twee aanbidders, terwijl Hermia verstoken is van hun liefde. De vier jongelingen maken de rest van de nacht ruzie met elkaar, maar raken elkaar kwijt in het donker door een magische mist van koning Oberon; uiteindelijk vallen ze allemaal uitgeput in slaap.
Ondertussen dienen zich een paar brutale arbeiders aan, om voor Theseus' huwelijk een gemeen toneelspel op te voeren over Pyramus en Thisbe. Aan de rand van het bos studeren ze het stuk in. Puck merkt Nick Bottom op en verandert zijn hoofd in de kop van een ezel. Titania wordt wakker door het gezang van Nick Bottom, en wordt (door het magische sap) onmiddellijk verliefd op hem. Ze behandelt hem alsof hij een nobele en respectabele heer is en baadt hem in haar liefde. Terwijl ze in dit stadium van devotie verkeert, komt ze Oberon tegen, en staat haar knecht aan hem af.
Nu Oberon zijn doel bereikt heeft, laat hij Titania vrij en geeft Puck het bevel dat hij de ezelskop van het hoofd van Bottom moet verwijderen. De magische uitwerking van het bloemensap op Lysander wordt verbroken, maar werkt nog door op Demetrius, zodat Demetrius zijn liefde voor Helena behoudt. De feeën verdwijnen dan, en Theseus en Hippolyta verschijnen in het bos, tijdens een vroege jacht. Ze wekken de geliefden en omdat Demetrius niet meer van Hermia houdt, verbreekt Theseus Egeus' eis, en organiseert een groepshuwelijk. De geliefden beslissen dan maar dat de gebeurtenissen van de nacht ervoor een droom moeten zijn geweest. Nadat ze allen het bos verlaten hebben, wordt Nick Bottom wakker, en ook hij beslist dat hij een droom meegemaakt heeft waar geen mens een redelijke verklaring voor kan geven.
In Athene kijken Theseus, Hippolyta en de geliefde naar de opvoering van Pyramus en Thisbe. Het is onnozel en slecht opgevoerd, maar het doet iedereen ontspannen, en nadat de arbeiders de Bergomask - een rustieke dans - hebben opgevoerd, gaat iedereen slapen. Eindelijk, als de nacht valt, zegenen Oberon en Titania het huis, zijn bewoners en de toekomstige kinderen van de pasgehuwden.

## Adaptaties
Na de Engelse renaissance werd Een midzomernachtsdroom nooit volledig gespeeld tot in de jaren 1840. Het werd sterk aangepast in vormen zoals Henry Purcells muzikale aanpassingen op de Fairy Queen van (1692), of in verkorte versies waarbij Nick Bottom het belangrijkste personage werd.

### De Victoriaanse versie (1840)
In 1840 bracht Mevrouw Vestris het stuk op het toneel, met een relatief volledige tekst, en ze rekte het stuk nogal uit door er muziekstukken en balletscènes aan toe te voegen. Vestris vertolkte de rol van Oberon. Voor de daaropvolgende zeventig jaar werden de rollen van Oberon en Puck vertolkt door vrouwen. Na het succes van Vestris' productie bleef het 19de-eeuwse theater A Midsummer Night's Dream behandelen als een kans voor groot spektakel, vaak met een acteursbestand van 100 of meer. Grote en gedetailleerde sets werden gemaakt voor het paleis en het bos, en de feeën bleken uitgedost te zijn als ballerina's. De zeer geliefde ouverture uit 1826 van Felix Mendelssohn werd zeer vaak gebruikt tijdens deze periode, en de tekst van het stuk werd aangepast zodat er meer tijd was voor muziek en dans.

### Granville-Barker (1914), Max Reinhardt (1905-1934) en anderen
In de vroege 20e eeuw ontstond er weerstand tegen dit groot spektakel. De vernieuwende regisseur Harley Granville-Barker introduceerde in 1914 een nieuwe, modernere manier om het stuk te spelen. Hij verwijderde de enorme casting en de muziek van Mendelssohn, en gebruikte in plaats daarvan elizabethaanse volksmuziek. Hij verving de enorme sets door een simpelere oplossing van beschilderde gordijnen. Hij gebruikte een compleet originele visie omtrent de feeën, hij zag de feeën eerder als robotachtige insectenwezens gebaseerd op Cambodjaanse folklore. Dat vergrootte de eenvoud en legde de nadruk op de fantasie van de regisseur.
De Duitse regisseur Max Reinhardt bracht dertien keer Een Midzomernachtsdroom in het theater in de periode 1905 tot 1934. Hierbij introduceerde hij een ontwapenende set. Nadat hij Duitsland had moeten ontvluchten maakte hij een meer spectaculaire openluchtversie van het stuk dat hij in september 1934 liet opvoeren in de Hollywood Bowl. De schelp van de Hollywood Bowl werd verwijderd en vervangen door een bos dat speciaal voor de gelegenheid geplant was in tonnen aarde. Er werd een speciaal gangpad aangelegd tussen het stadium om de huwelijksprocessie uit te voeren die ingevoegd was tussen stuk IV en V, compleet met toortsen. De acteurs waren:
- John Lodge
- William Farnum
- Sterling Holloway
- Olivia de Havilland
- Mickey Rooney

De muziek werd verzorgd door het orkest van Erich Wolfgang Korngold (een jonge Oostenrijkse componist, die een carrière opbouwde in Hollywood) met een opnieuw georkestreerde versie van Mendelssohns toneelmuziek. Door de sterkte van deze productie heeft Warner Brothers Reinhardt een contract gegeven om een filmversie van het toneelstuk te regisseren. Het was voor Hollywood de eerste Shakespeare-onderneming sinds The Taming of the Shrew uit 1929 met Douglas Fairbanks en Mary Pickford. Mickey Rooney als Puck en Olivia de Havilland als Hermia waren de enige acteurs die ook een rol kregen in de filmversie.

### Peter Brook (1971)
Een andere mijlpaal in de productie van het toneelstuk was de interpretatie die Peter Brook eraan gaf in 1971. Brook veegde elke traditie omtrent het stuk weg. Hij liet het opvoeren in een witte doos, met mannelijke feeën, die circustrucjes uitvoerden zoals trapezekunstjes. Brook introduceerde ook het populaire idee om te dubbelen. De personages voor dit artistieke kunstje waren Theseus/Oberon en Hippolyta/Titania, alsof hij wilde suggereren dat de feeënwereld een spiegelversie is van de wereld der stervelingen. Sinds Brooks productie voelden regisseurs zich vrij om hun fantasie te gebruiken, en voor zichzelf te beslissen wat het verhaal betekent, en om dat visueel over te brengen op de bühne. In het bijzonder is er een verhoogde hoeveelheid aan seksualiteit geweest op de bühne. Omdat veel regisseurs het paleis bekeken als een plaats van absolute zelfbeheersing en repressie, terwijl het bos een symbool van wildheid, ongehinderde seksualiteit kan zijn, wat zowel bevrijdend als angstaanjagend kan zijn.

### Nederland (2022/2023)
Toneelgroep Oostpool voerde in 2022 en 2023 samen met Introdans en Phion, Orkest van Gelderland & Overijssel een adaptatie op van Midzomernachtsdroom onder dezelfde titel, geschreven door Vera Morina, met onder anderen Fahd Larhzaoui. De regisseur was Daria Bukvić, de choreograaf Regina van Berkel en de muziekkeuzes werden gemaakt door de artistiek leider van Phion, Joris Nassenstein.

## Verfilmingen
Het toneelstuk van William Shakespeare heeft velen geïnspireerd tot verfilming.

### 1935
- Geregisseerd door Max Reinhardt en William Dieterle
- Acteurs: James Cagney als Nick Bottom
Mickey Rooney als Puck
Olivia de Havilland als Hermia
Joe E. Brown als Francis Flute
Dick Powell als Lysander
Victor Jory als Oberon

Veel van de acteurs hadden nog nooit Shakespeare gespeeld, en zouden het ook nooit meer doen. Cagney en Brown, die nochtans heel gewild waren voor de rollen en goede kritieken hebben ontvangen, wilden geen Shakespeare meer doen. Dick Powell, die Lysander vertolkte, was verschrikkelijk en paste niet voor de rol, zei Powell zelf na de productie.
- Er werd veel van Mendelssohns muziek gebruikt, maar opnieuw georkestreerd door Erich Korngold. De balletscènes werden gechoreografeerd door Bronislava Nijinska.
- De film won twee Academy Awards.
- De film duurde eerst 132 minuten, maar werd ingekort tot 117 minuten, voor de release. De volledige 132 minuten werden niet meer vertoond tot men de film uitzond op televisie in 1994.
- De film werd toen volledig uitgegeven op video, de korte versie was eerder al uitgebracht op VHS.
- Anno 2006 is er nog geen dvd-release van de film.
- (en)   A Midsummer Night's Dream in de Internet Movie Database

### 1968
- Geregisseerd door Peter Hall
- Acteurs: Ian Holm als Puck
Diana Rigg als Helena
Helen Mirren als Hermia
Ian Richardson als Oberon
Judi Dench als Titania
- Deze film is gebaseerd op Halls populaire Royal Shakespeare Company-productie, wat avantgardistisch was in die periode. Men kijkt erop terug als wat gedateerd, met minirokjes en 1960 dominerende sfeer.

### 1996
- Geregisseerd door Adrian Noble
- Acteurs: De acteurs waren onder andere
Desmond Barrit als Bottom
Finbar Lynch als Puck
Alex Jennings als Oberon/Theseus
Lindsay Duncan als Hippolyta/Titania.
- Deze film is gebaseerd op de populaire Royal Shakespeare Company-productie. Zijn kunstdesign is excentriek, het bos bestaat uit zwevende lampen, met een reuzeparaplu voor Titania.

### 1999
- Geregisseerd door Michael Hoffman
- Acteurs: De acteurs waren onder andere 
Kevin Kline als Nick Bottom
Rupert Everett als Oberon
Michelle Pfeiffer als Titania
Sophie Marceau als Hippolyta
Christian Bale als Demitrius
Calista Flockhart als Helena
- Dit stuk verplaatst de omgeving, in plaats van in Athene speelt het stuk zich af in Toscane in de late 19de eeuw.
- Geregisseerd en geschreven door James Kerwin
- Acteurs: Travis Schuldt als Demetrius
- Laat A Midsummer Night's Dream zich afspelen in een surrealistisch dorp van technomuziek en eeuwenoude symbolen.
- (en)   A Midsummer Night's Dream in de Internet Movie Database

### 2002
A Midsummer Night's Rave
- Geregisseerd door Gil Cates Jr.
- Deze bewerking veranderde de omgeving in een moderne raveparty. Puck is in dit verhaal een drugshandelaar, de magische bloem werd vervangen door magische ecstacy. De Koning en Koningin van de feeën zijn de gastheren van de party en de diskjockey.
- Andere aanpassingen zijn de naamsveranderingen van de personages; Lysander wordt Xander.

### 2005
Shakespeare Re-Told, een BBC-tv-drama
- Acteurs: 
Johnny Vegas als Nick Bottom
Dean Lennox Kelly als Puck
Bill Paterson als Theo(Egeus)
Sharon Small als Titania
Zoe Tapper als Hermia
Michelle Bonnard als Helena
- Dit is een moderne versie, dat zich afspeelt in de tegenwoordige tijd. Het speelt zich af in een vakantiepark waar het feest wordt gehouden voor de verloving van Hermia en James (Lysander). Het beschikt over de drie parallelle verhaallijnen, de feeën, ondeugendheid, hallucinaties en humor, van het originele stuk. De dialogen zijn modern, met een toespeling op Shakespeares oorspronkelijke dialogen.

## Muzikale bewerkingen
- De ouverture (1826) en de achtergrondmuziek (1842) werden gecomponeerd door Felix Mendelssohn en werd gebruikt in de meeste theateropvoeringen, door de 19de eeuw heen. Mendelssohn schreef de balletversie alsook de beroemde huwelijksmars, die bij bruiloften over de gehele wereld wordt gebruikt. Het ballet werd later herzien en aangepast door de choreograaf Marius Petipa voor het Keizerlijk Ballet van Sint-Petersburg in Rusland met extra muziek, en bewerkingen van Mendelssohns muziek door Léon Minkus. Het stuk met de aangepaste choreografie en muziek ging in première op 14 juli 1876. Deze compositie vormde de basis voor de animatiefilm Een Midzomernachtdroom uit 1986.
- Het stuk werd ook gebruikt en aangepast voor opera met muziek van Benjamin Britten het libretto werd geschreven door Britten met Peter Pears. De opera ging in première op 1 juni 1960 te (Aldeburgh) (Engeland).
- De semi-opera The Fairy Queen van Henry Purcell bestaat uit een verzameling masques, bedoeld voor tussen de acten van het stuk. Ook is het stuk minimaal herschreven, om toepasselijk te zijn op het publiek van de 17de eeuw.
- Steve Hackett nam een album op onder de titel A Midsummer Night's Dream, geïnspireerd op het werk van Shakespeare.

## Animatiefilm
- 2005 xxxHolic-A Midsummer Night's Dream: werd vertoond in de bioscoop, en vertoonde lichte overeenkomsten met het theaterstuk.
- Disney-clip: Enkele figuren uit Een midzomernachtsdroom werden verwerkt in een korte Disney-animatiefilm, waarbij Mickey Mouse de rol van Lysander vertolkt, Minnie Mouse die van Hermia, Donald Duck is Demetrius en Katrien Duck Helena. Ze zijn te zien in aflevering 11 van Mickey Mouse Works (1999) en in House of Mouse (2001), twee Amerikaanse televisieseries.

Disneys animatiereeks Gargoyles gebruikt vele personages van Een midzomernachtsdroom waaronder Oberon, Titania en Puck. In deze reeks neemt Puck de vorm aan van Owen, de loyale assistent van de schurk Xandros. Later wordt Puck de leermeester van Xandros' zoon, Alex, en is bereid plezier te beleven ten koste van anderen.
- Biblioteca Nacional de España: XX4710996
- Bibliothèque nationale de France: cb11959816n (data)
- Catàleg d'autoritats de noms i títols de Catalunya: 981058615858506706
- Gemeinsame Normdatei: 4099365-6
- Library of Congress Control Number: n79151243
- MusicBrainz work: 4258f85d-44cf-4361-a611-d5db578e7704
- Nationale Bibliotheek van Israël: 987007520685405171
- Système universitaire de documentation: 027591042
- Virtual International Authority File: 182253235